# Huaorani

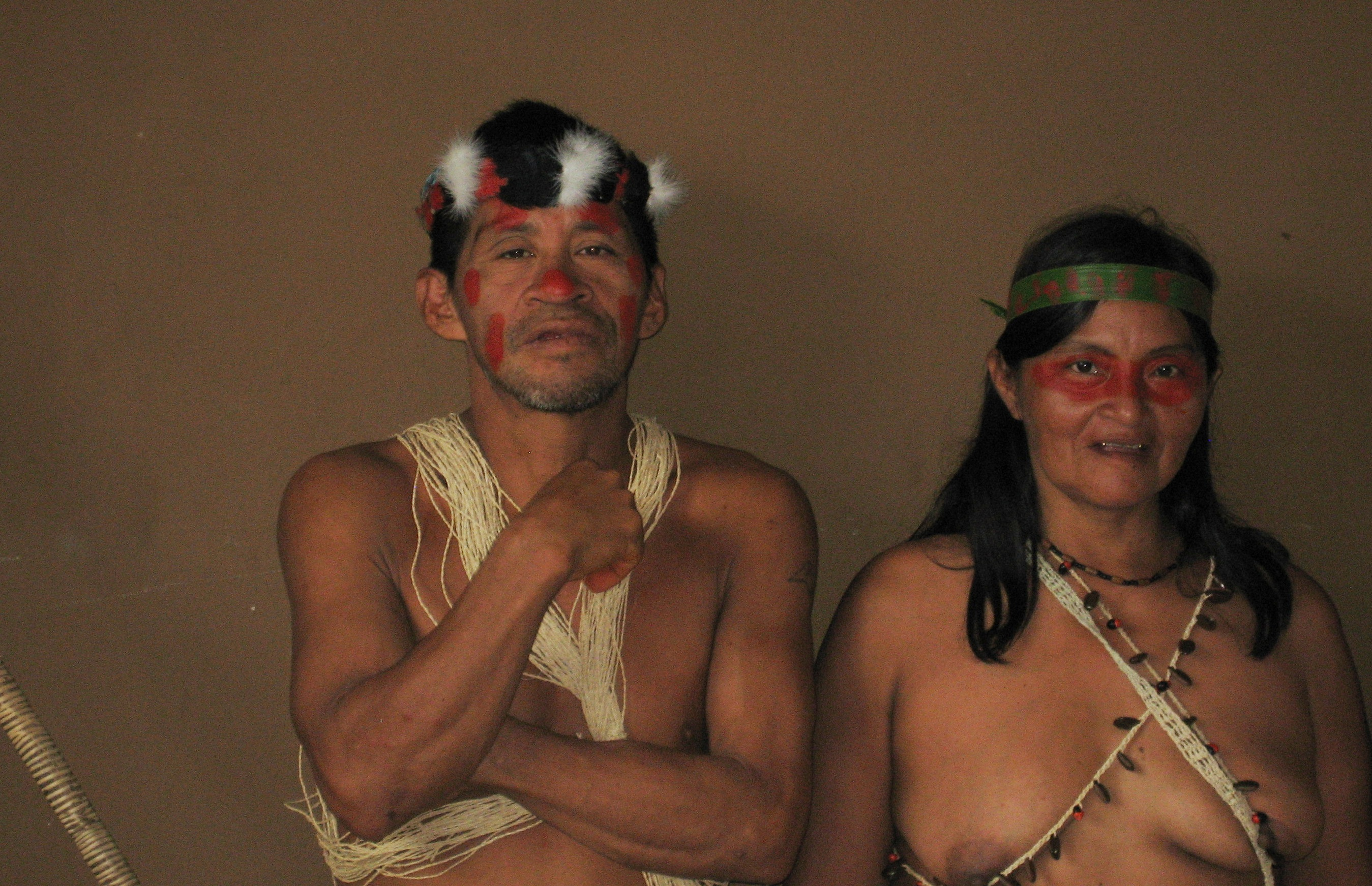
Przedstawiciele plemienia Huaorani

Huaorani (również: Waorani) – plemię indiańskie zamieszkujące las tropikalny Yasuní we wschodnim Ekwadorze. Należy do tych amazońskich plemion, z którymi stosunkowo późno nawiązano kontakt. Żyją na terenie Rezerwatu Etnicznego Huaorani. Prawdopodobnie częścią ludu Huaorani są również dwa plemiona żyjące dotychczas w dobrowolnej izolacji od świata zewnętrznego – Taromenane i Tagaeri.

## Historia
Huaorani są uważani za pierwotnych mieszkańców ekwadorskiego lasu tropikalnego Yasuní. W czasach przed nawiązaniem kontaktu ze światem zewnętrznym byli ludem łowców-zbieraczy, którzy uprawiali też ogrody leśne. Niewiele wiadomo o ich historii sprzed XX wieku. Badania lingwistyczne ich języka, huao terero, sugerują, że zawsze żyli w izolacji od innych szczepów indiańskich.
Pierwsze wzmianki o żyjących w Yasuní agresywnych Indianach pochodzą z przełomu XIX i XX wieku. Do lat 50. XX wieku byli znani przede wszystkim z ataków oszczepami na pracowników firm wydobywczych i próbujących się z nimi skontaktować misjonarzami. Dopiero w 1958 amerykańskiej misjonarce Rachel Saint udało się nawiązać pokojowy kontakt z przedstawicielami Huaorani. Niedługo potem Saint, za przyzwoleniem rządu Ekwadoru, rozpoczęła akcję przesiedlania Indian do specjalnie stworzonego dla nich rezerwatu, gdzie byli nawracani na chrześcijaństwo i uczeni osiadłego trybu życia. Od nawiązania kontaktu liczebność plemienia wzrosła z ok. 600 do prawie 2000.
W latach 90. utworzony został Rezerwat Etniczny Huaorani, będący częścią Rezerwatu Człowieka i Biosfery UNESCO.

## Kultura i styl życia

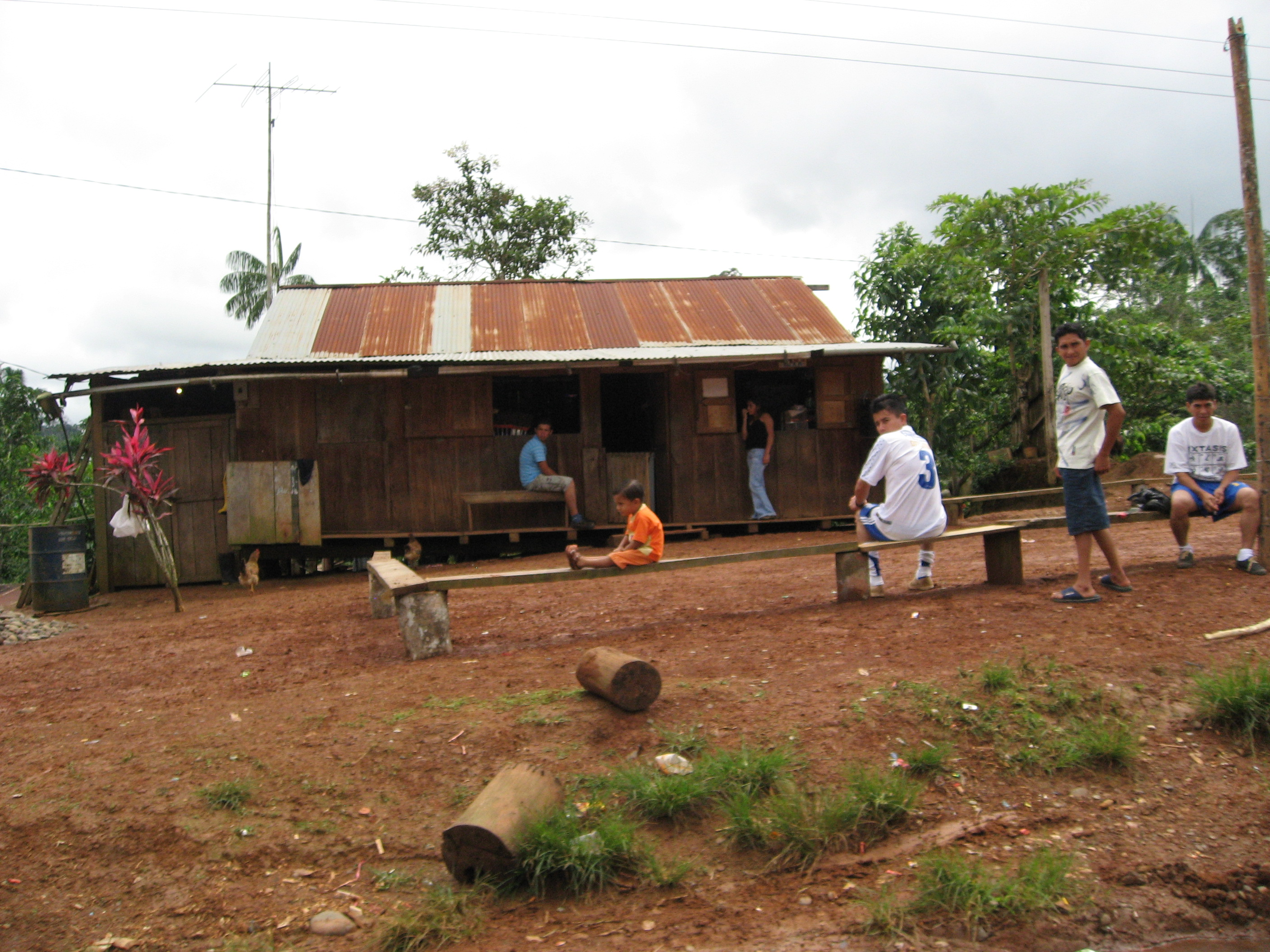
Wioska Indian Huaorani

Główną jednostką społeczną Huaorani jest nanicabo, rodzaj długiej chaty zamieszkiwanej przez 10 do 35 członków rozszerzonej rodziny. Ich kultura jest nacechowana indywidualizmem i elastycznością w odniesieniu do społecznych ról płci, a także egalitarnością struktur politycznych.
Pierwotnie Huaorani byli ludem łowców-zbieraczy, jednakże kontakty ze światem zewnętrznym miały znaczny wpływ zarówno na ich tryb życia, jak i na wiele innych aspektów ich tradycyjnej kultury. M.in. zaczęli się oni trudnić handlem (ozdoby, dziczyzna etc.), w tym nielegalnym handlem egzotycznymi zwierzętami. Część Huaorani pracuje przy wydobyciu ropy naftowej oraz wycince drzew. Z drugiej strony, język Huaorani (huao terero) wydaje się daleki od zaniknięcia.
Charakterystycznym elementem wyglądu Huaorani są ich duże kolczyki (plugs), wykonane z drewna drzewa balsa.
Wielu badaczy Huaorani zwróciło uwagę na ich zależność od ekosystemu, w którym żyją. Z drugiej strony, zwrócono uwagę na to, że zmiana w stylu życia Huaorani (przede wszystkim przyrost naturalny i korzystanie z broni palnej) może mieć negatywny wpływ na stabilność ekosystemu Yasuní.
W wyniku konfliktów z rządem ekwadorskim utworzone zostały polityczne organizacje zrzeszające Huaorani – NAWE (Nacionalidad Waorani del Ecuador) i kobieca AMWAE (Asociación de Mujeres Waorani de la Amazonía Ecuatoriana).

## Zemsta krwi
Huaorani uważani są za tradycyjnie nadzwyczaj skłonnych do mszczenia się przez morderstwo. Szacuje się, że przed 1958 rokiem ponad połowa śmierci mężczyzn i ok. jednej trzeciej śmierci kobiet tego szczepu było wynikiem zabójstw dokonanych przez innych Huaorani. Dodatkowo, ok. 8% ginęło z rąk obcych, których Huaorani nazywali kohouri, czyli „nie-ludzie” bądź „kanibale”. Z powodu tej rzadko spotykanej agresji Huaorani byli i nadal są nazywani przez Kiczua auca, czyli „dzicy”. Odkąd utrzymują kontakty ze światem zewnętrznym, liczba morderstw wewnątrz społeczności Huaorani znacznie spadła.
Jeszcze w 1941 roku dwóch współpracowników firmy naftowej Shell zostało zamordowanych przez członków szczepu Huaorani. W latach 70. dwukrotnie doszło do zamordowania przez członków podszczepu Tagaeri pracowników firm naftowych.

## Tagaeri i Taromenane
Poza Huaorani na terenie lasu tropikalnego Yasuní żyją dwa dalsze plemiona – Tagaeri i Taromenane, o których przypuszcza się, że są z Huaorani spokrewnione. Sami Huaorani postrzegają ich jako krewniaków. Oba plemiona nie utrzymują żadnych kontaktów ze światem zewnętrznym.
Między 1999 a 2007 rokiem utworzona została wewnątrz lasu Yasuní tzw. zona intangible, do której nie mają dostępu przemysł wydobywczy i firmy zajmujące się wycinką drzew. W niej Tagaeri i Taromenane mają mieć możliwość wieść w spokoju swój tradycyjny tryb życia.
Ze względu na ich dobrowolną izolację, niewiele wiadomo o losie Tagaeri i Taromenane. Istnieją nawet teorie, że Tagaeri zostali zabici bądź wchłonięci przez Taromenane.